# Michael F. Jischa

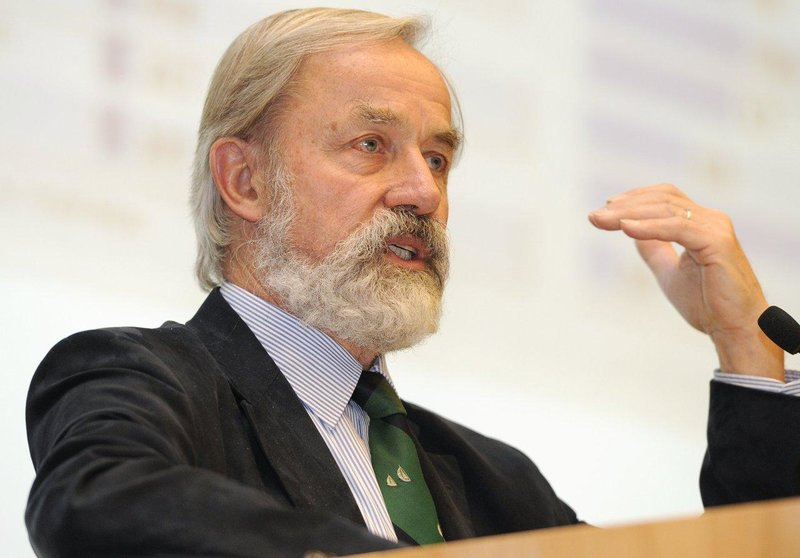
Michael F. Jischa (2010)

Michael F. Jischa (* 11. Februar 1937 in Hamburg) ist ein deutscher Ingenieurwissenschaftler, Hochschullehrer und Ehrenpräsident der Deutschen Gesellschaft Club of Rome.

## Wissenschaftliche Laufbahn
Michael F. Jischa besuchte das Ostsee-Gymnasium Timmendorfer Strand bis zu seiner Mittleren Reife 1954. Nach der Lehre zum Kraftfahrzeugmechaniker studierte er von 1958 bis 1961 Flugzeug- und Kraftfahrzeugbau an der Ingenieurschule Hamburg und erhielt dort seine Fachgebundene Hochschulreife. Für ein halbes Jahr arbeitete er als Konstrukteur für den Hamburger Flugzeugbau. Anschließend studierte er Maschinenbau an der TH Karlsruhe, wo er 1965 das Diplom erhielt. Im Anschluss war er Doktorand am Institut Strömungsmaschinen und Strömungslehre unter Alfred Walz, dem er 1967 an das Institut für Überschalltechnik der TU Berlin folgte. Hier promovierte er 1968 und erlangte 1971 die Habilitation im Fach Strömungsmechanik.
Danach ging er zu Karl Stephan an das Institut für Thermofluiddynamik der Ruhr-Universität Bochum, wo er 1973 außerplanmäßiger Professor wurde. Im darauffolgenden Jahr wurde er als H4-Professor für Strömungsmechanik an die damalige Universität-Gesamthochschule Essen berufen. Im Jahr 1981 wurde er C4-Professor für Strömungsmechanik am Institut für Technische Mechanik an der Technischen Universität Clausthal. Mehrere Jahre lang war er international als Gastprofessor tätig, u. a. in Israel, Frankreich, China und Polen. Von 1989 bis 1993 war Jischa Geschäftsführer der Deutschen Technischen Akademie Helmstedt.
Ab 1992 begann er Vorlesungen und Vorträge zur Herausforderung Zukunft und zur Technikbewertung zu halten, die Veröffentlichungen und Bücher zu Themen der Nachhaltigkeit nach sich zogen. 2002 ließ Jischa sich vorzeitig emeritieren, um sich „verstärkt den Themen Gesellschaft und Technik“ zu widmen.

## Ehrenämter und Mitgliedschaften
- Deutsche Gesellschaft Club of Rome, seit 1990, Präsident von 1998 bis 2006, seit 2006 Ehrenpräsident[5]
- Verein Deutscher Ingenieure (VDI), Bereichsvertretung „Gesellschaft und Technik“, danach bis 2008 Mitglied in den Ausschüssen „Technikbewertung“ sowie „Mensch und Technik“
- Forschungszentrum Karlsruhe (FZK), von 2002 bis 2009 Mitglied im Beirat „Nachhaltigkeit und Technik“
- Energie-Forschungszentrum Niedersachsen (EFZN), von 2008 bis 2016 Mitglied des Kuratoriums
- Deutsche Bundesstiftung Umwelt (DBU), von 1999 bis 2003 Mitglied der Jury des Deutschen Umweltpreises
- Clausthaler Umwelttechnik-Institut (CUTEC), von 2002 bis 2007 Mitglied des wissenschaftlichen Beirats, davor Vorsitzender des Hochschulbeirats
- Hanns-Lilje-Stiftung, von 2000 bis 2008 Mitglied des Kuratoriums

## Veröffentlichungen (Auswahl)
- Dynamik in Natur und Technik - Wandel verstehen und gestalten;[6] oekom, München 2018
- Konvektiver Impuls-, Wärme- und Stoffaustausch;[7] Vieweg, Braunschweig 1982; Neudruck Springer Fachmedien Wiesbaden 2013